# Two X
Two X (hangul: 투엑스; acrônimo para Top Win One X) é um grupo feminino sul-coreano formado pela gravadora J.Tune Camp em 2012. O grupo atualmente consiste em quatro integrantes, sendo elas: Jiyou, Eunmi, Surin e Eunyoung. A formação original do grupo incluía a integrante Minjoo, que deixou o grupo em meados de 2016.

## Carreira

### 2012–presente:Double Up,Ring My Bell, mudança de gravadora, saída de Minjoo eOver
A J.Tune Camp anunciou a estreia do grupo através de sua conta oficial Twitter no em 11 de agosto de 2012. Em 16 de agosto de 2012, Two X estreou oficialmente com o single Double Up. No mesmo dia, elas realizaram sua performance de estreia no programa musical M! Countdown. Logo depois, elas lançaram seu segundo single, Ring My Bell.
Em 2014, foi revelado que o grupo encerrou seu contrato com a J.Tune Camp, e logo depois assinaram com a gravadora Star Gaze Entertainment.
A integrante Minjoo anunciou oficialmente sua saída em janeiro de 2016, afirmando que iria focar em sua carreira de modelo. Em agosto de 2016, o grupo lançou o single Over, faixa promocional de seu novo extended play Reboot. Foi seu primeiro lançamento após três anos de pausa e seu primeiro lançamento como um grupo de quatro integrantes.

## Integrantes
- Jiyou (hangul: 지유), nascida Lim Changsook (hangul: 임창숙) em 15 de junho de 1989 (35 anos) em Seul, Coreia do Sul.
- Eunmi (hangul: 은미), nascida Choi Eunmi (hangul: 최은미) em 14 de maio de 1990 (34 anos) em Seul, Coreia do Sul.
- Surin (hangul: 수린), nascida Kim Soorin (hangul: 김수린) em 27 de dezembro de 1991 (33 anos) em Seul, Coreia do Sul.
- Eunyoung (hangul: 은영), nascida Joo Eunyoung (hangul: 주은영) em 12 de junho de 1992 (32 anos) em Jeonju, Coreia do Sul.

### Ex-integrantes
- Minjoo (hangul: 민주), nascida Kwan Minjoo (hangul: 곽민주) em 10 de outubro de 1990 (34 anos) em Busan, Coreia do Sul.

## Discografia

### Extended plays
| Título       | Detalhes do álbum | Melhor posição nas paradas | Vendas      |
| Título       | Detalhes do álbum | KOR                        | Vendas      |
| ------------ | --- | -------------------------- | ----------- |
| Double Up    | - Lançamento: 16 de agosto de 2012 (CD, digital download) - Gravadora: J. Tune Camp, CJ E&M Music                                       | 22                         | KOR: 962+   |
| Ring Ma Bell | - Lançamento: 12 de fevereiro de 2013 (CD, digital download) - Gravadora: J. Tune Camp, CJ E&M Music                                    | 13                         | KOR: 2.092+ |
| Reboot       | - Largamente: 23 de agosto de 2016 (Formats: CD, digital download) - Gravadora: Star Gaze Entertainment, OGAM Entertainment, 5212 Music | –                          | n/a         |

### Singles
| Ano                                                                           | Título         | Melhor posição nas paradas | Álbum        |
| Ano                                                                           | Título         | Gaon Chart                 | Álbum        |
| ----------------------------------------------------------------------------- | -------------- | -------------------------- | ------------ |
| 2012                                                                          | "Double Up"    | 135                        | Double Up    |
| 2013                                                                          | "Ring Ma Bell" | 56                         | Ring Ma Bell |
| 2016                                                                          | "Over" (꽃혀)  | –                          | Reboot       |
| "–" indica lançamentos que não apresentaram gráficos ou não foram divulgados. |                |                            |              |